# Herb gminy Kramsk
Herb gminy Kramsk – jeden z symboli gminy Kramsk, autorstwa Krystyny Mikołajczyk, ustanowiony 9 czerwca 1998.

## Wygląd i symbolika
Herb przedstawia na tarczy dzielonej z lewa w skos w polu górnym czerwonym zachodzące za wzgórzem słońce, a w polu dolnym zielonym oraz płynącą rzeczkę z pobliskimi pałkami.
Herb stanowi odzwierciedlenie historii gminy Kramsk. Kolor zielony, pałki oraz widoczna rzeczka nawiązują do nazwy Kramska, która wywodzi się od strumienia Krompiny, płynącego z północy na południe przez łąki należące do wsi Kramsk i wpadającego do rzeki Warty na prawym jej brzegu. Słońce sugeruje pejzaż i radość. Herb jest także nawiązaniem do krajobrazu Kramska i okolic, które zarówno bogate są w nizinne łąki oraz liczne cieki wodne, a także we wzgórza. Jest to spowodowane położeniem gminy na pograniczu Pojezierzy oraz Nizin.